# 九重一木
九重一木（ここのえ いちき）は、日本のライトノベル作家。
小説新人大賞に応募後、第13回スニーカー大賞において、『無限舞台のエキストラ -「流転骨牌（メタフエシス）」の傾向と対策-』で優秀賞を受賞。同作を改題した『ガジェット』でスニーカー文庫にデビュー。

## 作品リスト
- ガジェット（イラスト:植田亮）全5巻

1. 無限舞台 BLACK&WHITE
2. 終末時間 PLATINUM GIRL
3. 闇色輪廻 WORLD IS RED
4. 人形幻想 COLORLESS MARIONETTES
5. 生命新約 THE COLORFUL FUTURE

- ワールドエンド･バルキリー（イラスト:蔓木鋼音）既刊3巻

1. 「あなたの世界を守りたい」と彼女は言った
2. 「この世界の未来が見たい」と彼女は笑った
3. 「あなたとずっと一緒にいたい」と女神は祈った